# Leptoperla smithersi
Leptoperla smithersi är en bäcksländeart som beskrevs av Günther Theischinger 1981. Leptoperla smithersi ingår i släktet Leptoperla och familjen Gripopterygidae. Inga underarter finns listade i Catalogue of Life.